# 121. Infanterie-Division (Wehrmacht)
La 121. Infanterie-Division fu una divisione dell'esercito tedesco attiva durante la seconda guerra mondiale che fu fondata nel 1940 e combatté lungo il fronte Orientale fino al 1945.

## Storia
La divisione fu costituita il 19 settembre 1940 nell'area di addestramento militare di Munsterlager, vicino a Münster, era composta membri della 1. Infanterie-Division e della 21. Infanterie-Division. La divisione rimase nell'area di addestramento militare fino a fine marzo 1941 quando si trasferì nell'Eifel. 
Nel giugno 1941 fu trasferita in Prussia Orientale per prendere parte all'Operazione Barbarossa, alla quale partecipò a partire dal 22 giugno: infatti la divisione marciò sui Paesi Baltici e prese parte alla cattura di Dünaburg a fine di luglio. Successivamente avanzò nell'area di Leningrado, dove nei mesi successivi si trincerò e dal maggio 1942 al febbraio 1944 la divisione partecipò quasi ininterrottamente ai combattimenti sul Volchov, tuttavia in primavera dovette cedere alle pressioni dell'Armata Rossa e si ritirarsi nella Prussia orientale passando per Luga, Pskov e la Livonia. 
Nel marzo 1944 fu rinfrescata da membri della Infanterie-Division Mielau. La divisione fu distrutta nella sacca di Curlandia nel maggio 1945 e i sopravvissuti furono fatti prigionieri dai sovietici.

## Ordine di battaglia
- Infanterie-Regiment 405
- Infanterie-Regiment 407
- Infanterie-Regiment 408
- Artillerie-Regiment 121
- Pionier-Bataillon 121
- Feldersatz-Bataillon 121
- Panzerjäger-Abteilung 121
- Aufklärungs-Abteilung 121
- Divisions-Nachrichten-Abteilung 121
- Divisions-Nachschubführer 121[1]

## Decorazioni
Molti soldati della 121. Infanterie-division furono premiati per le loro azioni in guerra:
- Croce Tedesca
  - in oro: 37
- Croce di Cavaliere della croce di ferro: 13
  - Croce di Cavaliere con foglie di quercia: 1

- Distintivo per combattimenti ravvicinati: 
  - in bronzo: 1
  - in oro: 3

## Comandanti
- General der Artillerie Curt Jahn (5 ottobre 1940 - 6 maggio 1941)
- Generalleutnant Otto Lancelle (6 maggio 1941 - 8 luglio 1941)
- General der Artillerie Martin Wandel (8 luglio 1941 - 11 novembre 1942)
- General der Infanterie Hellmuth Prieß (11 novembre 1942 - marzo 1944)
- Generalmajor Ernst Pauer von Arlau (marzo 1944 - 1º giugno 1944)
- Generalleutnant Rudolf Bamler (1º giugno 1944 - 27 giugno 1944)
- General der Infanterie Hellmuth Prieß (27 giugno 1944 - 10 luglio 1944)
- General der Infanterie Theodore Buße (10 luglio 1944 - 1º agosto 1944)
- Generalleutnant Werner Ranck (1º agosto 1944 - 30 aprile 1945)
- Generalmajor Ottomar Hansen (30 aprile 1945 - maggio 1945)[1]